# Cerkiew św. Mikołaja w Siemieliszkach
Cerkiew św. Mikołaja – prawosławna cerkiew w Siemieliszkach wzniesiona w 1895. Do 1954 siedziba parafii, obecnie cerkiew pomocnicza parafii w Jewiach. 

## Historia
Cerkiew została wzniesiona w 1895 na potrzeby żyjących w okolicy rosyjskich chłopów wyznania prawosławnego. Jej budowa była częścią szerzej zakrojonej akcji budowy nowych cerkwi na zachodzie i północy Imperium Rosyjskiego po klęsce powstania styczniowego. W 1868 mieszkańcy Siemieliszek zwrócili się do eparchii wileńskiej i litewskiej z prośbą o zgodę na założenie w ich miasteczku parafii z wolnostojącą cerkwią. Arcybiskup Józef (Siemaszko) nakazał jednak ograniczyć się do przyłączenia Siemieliszek do nowo powstałej parafii w sąsiedniej miejscowości Kietowiszki, gdzie na cerkiew zmieniono dawny kościół rzymskokatolicki. 
Ostatecznie budowa samodzielnej cerkwi w Siemieliszkach rozpoczęła się w latach 90. XIX wieku dzięki inicjatywie szlachcica trockiego Aleksego Nikołajewicza Pejkera, przy dodatkowym wsparciu finansowym władz lokalnych i innych wiernych. Obiekt wzniesiono przy głównym rynku miasteczka i 16 marca 1896 poświęcono. Parafia św. Mikołaja liczyła w tym momencie ok. 500 wiernych. W 1909 liczba ta wzrosła do 765 osób. 
W czasie I wojny światowej w cerkwi nie były odprawiane nabożeństwa – jej dotychczasowy proboszcz ks. Nikołaj Kuźminski został wcielony do armii rosyjskiej. Dopiero w lutym 1923, z polecenia arcybiskupa wileńskiego i litewskiego Eleuteriusza do miasteczka przyjechał ks. Aleksandr Newecki i cerkiew ponownie stała się czynna. 5 września 1927 miasteczko, a także cerkiew, odwiedził prezydent Litwy Antanas Smetona. Był on bliskim znajomym ówczesnego proboszcza parafii, byłego oficera armii carskiej ks. Iwana Gandurina; kilkakrotnie odwiedzał cerkiew i ufundował dla niej kilka elementów wyposażenia, w tym używany do dziś perski dywan. 
W czasie II wojny światowej cerkiew ponownie została zamknięta. Jako siedziba parafii została zarejestrowana w 1947, jednak już w 1954, po przeniesieniu proboszcza do pracy w soborze w Kownie, cerkiew obsługiwał wyłącznie kler z cerkwi w Jewiach, odprawiając nabożeństwa jedynie w ważniejsze święta – sytuacja ta utrzymuje się do dziś, parafia w Siemieliszkach została formalnie zlikwidowana. W latach 60. i 70. XX wieku obiekt był remontowany.

## Architektura
Cerkiew w Siemieliszkach jest trójdzielna. Wejście do obiektu prowadzi przez przedsionek, ponad którym wznosi się dzwonnica zwieńczona niewielką cebulastą kopułą z krzyżem. Na obydwu bocznych ścianach przedsionka znajdują się półkoliste okna ze skromnym obramowaniem. Poniżej poziomu dachu znajduje się kolejny rząd okien, między którymi znajdują się pilastry. Poniżej poziomu dachu znajduje się fryz otaczający cały budynek. Część łącząca przedsionek z nawą i prezbiterium jest węższa i niższa od części z pomieszczeniem ołtarzowym. Z czterech stron jest ono zdobione pojedynczym oślimi łukami, całość wieńczy położona na bębnie niewielka cebulasta kopuła z krzyżem. 
We wnętrzu obiektu trzyrzędowy ikonostas zwieńczony ikoną Ostatniej Wieczerzy. 